# Grundsheim
Grundsheim là một đô thị thuộc huyện Alb-Donau, bang Baden-Württemberg, Đức. Đô thị này có diện tích 3,7 km², dân số thời điểm 31 tháng 12 năm 2020 là 222 người.